# 5 cm leichter Granatwerfer 36
Il 5 cm leichter Granatwerfer 36 (5cm lGrW 34) è un mortaio leggero cal. 50mm usato dalla Germania durante la Seconda Guerra Mondiale.

## Storia
Il suo sviluppo cominciò nel 1934 da parte della Rheinmetall-Borsig AG e fu messo in servizio nel 1936. Il suo ruolo era quello di arma di supporto ravvicinato, cioè di ingaggiare elementi nemici che si trovassero oltre il raggio delle granate a mano. Fu usato come mortaio di appoggio a livello di plotone: una squadra mortai leggeri in un plotone di fanteria tedesco ne avrebbe avuto uno.
Nelle intenzioni dei progettisti, doveva essere un modello più semplice rispetto allo schema ormai classico piastra-affusto-bocca da fuoco, e venne progettato in modo che la bocca da fuoco fosse fissata direttamente alla piastra, senza bisogno di affusto, sostituito da un monopiede. Nel loro sforzo di produrre il miglior mortaio leggero possibile, però, i progettisti della Rheinmetall arrivarono a creare un'arma molto perfezionata, ma anche eccessivamente complessa e costosa, con comandi a regolazione micrometrica. Fino al 1938 usava un complicato mirino telescopico, perfino superfluo per le modeste distanze a cui l'arma era destinata. Inoltre l'arma impiegava un meccanismo di sparo con percussore a molla comandato dal tiratore, anziché il tradizionale percussore fisso con sparo per gravità.
In combattimento l'arma era trasportata da due uomini: uno portava l'arma, l'altro una cassetta in metallo con 5 bombe.
A partire dal 1941 emerse quanto il leichter Granatwerfer 36 fosse complicato e pesante per il ruolo a cui era destinato. Oltre a tutto era anche costoso. Nello stesso tempo, la Wehrmacht fece la conoscenza degli eccellenti mortai dell'Armata Rossa, catturati in grande quantità durante le prime fasi delle operazioni militari nell'URSS; e si decise che il lGrW 34 era oggettivamente superato. La produzione terminò nel 1941, quando fu sostituito nel suo ruolo dal molto più efficace kurzer 8 cm Granatwerfer 42, versione accorciata ed alleggerita dell'8 cm Granatwerfer 34.

## Impiego operativo
Il lGrW 36 fu gradualmente ritirato dal servizio in prima linea nel 1942, ma i mortai disponibili rimasero in uso con le truppe di guarnigione e di seconda linea fino alla resa del 1945. Nel 1944-1945, diminuendo le forniture di lGrW 36, i tedeschi spesso fecero affidamento sui mortai da 50 mm di preda bellica sovietici (50-PM 40) e francesi, che i soldati tedeschi mostravano di preferire per la loro semplicità e leggerezza. In sintesi, il rapporto costo-efficacia era decisamente negativo: l'arma sparava una piccola bomba da 900gr. a 500 metri, al prezzo di un costo di produzione che la Germania non poteva permettersi.
Ciononostante, il GrW 36 da 50 mm rimase in uso fino alla fine della guerra nei reparti di retrovia, nelle scuole e nelle guarnigioni per la notevole disponibilità, e poiché era facilmente trasportabile da due uomini e forniva alla fanteria capacità offensive e gittata maggiori rispetto a qualsiasi altra arma disponibile immediatamente nell'ambito della squadra o della sezione.
il lGrW34 fu anche fornito agli alleati della Germania: Croazia, Bulgaria, Ungheria, Romania e Italia.